# Прогресс М-24М
Прогресс М-24М — транспортный грузовой космический корабль (ТГК) серии «Прогресс», стартовавший к Международной космической станции 9 апреля 2014 года. 56-й российский корабль снабжения МКС.

## Хроника полёта
24 июля 2014 года в 1 час 44 минуты 44 секунды по московскому времени с космодрома Байконур осуществлён пуск ракеты-носителя «Союз-У» с транспортным грузовым кораблём (ТГК) «Прогресс М-24М». В 7 часов 31 минуту по московскому времени осуществлена стыковка транспортного грузового корабля «Прогресс М-24М» с Международной космической станцией.
27 октября 2014 года, в 8 часов 38 минут по московскому времени транспортный грузовой корабль «Прогресс М-24М» отстыковался от стыковочного отсека «Пирс» российского сегмента Международной космической станции. В соответствии с намеченной программой на этапе автономного полёта ТГК «Прогресс М-24М» с 2 по 19 ноября 2014 года будет проводиться космический эксперимент «Отражение», в ходе которого специалисты изучат возможность прохождения оптических сигналов для исследования видоизменений земной атмосферы.
20 ноября 2014 года, после завершения эксперимента, корабль по команде с Земли начал торможение и сход с орбиты. Несгоревшие фрагменты космического корабля достигли поверхности Тихого океана в специально отведенном районе.

## Перечень грузов
Суммарная масса всех доставляемых грузов — 2 322 кг. В том числе:
| Топливо в баках системы дозаправки | 530 кг  |
| Газ в баллонах средств подачи кислорода (СрПК), кислород | 26 кг   |
| Газ в баллонах средств подачи кислорода (СрПК), воздух | 22 кг   |
| Вода в баках системы "Родник" | 420 кг  |
| СОГС — система обеспечения газового состава (вентилятор для СО, укладка с пробозаборниками АК-1М, принадлежности №2 к АОК, блок согласования сигналов и команд, электропневмоклапан, укладка резиновых колец) | 8 кг    |
| СВО — система водообеспечения (ручной запорный клапан, блок раздачи и подогрева, блок колонок БК БКВ, блок колонок очистки, фильтр реактор) | 45 кг   |
| СГО — санитарно-гигиеническое оборудование (приемник, сигнализатор, салфетки АСУ, ёмкости с консервантом, контейнеры для твердых отходов КТО, блок датчиков для урины/воды, переходник ЕДВ, М-приемники, шланги, дозатор консерванта и воды, фильтр-вставка, пылесборники, штуцер угловой, тройник)                                    | 66 кг   |
| СОП — средства обеспечения пищей (контейнеры с рационами питания, набор свежих продуктов, салфетки для СПП, термостат) | 371 кг  |
| СМО — средства медицинского обеспечения (белье, оборудование медицинского контроля и обследования, средства: личной гигиены, профилактики неблагоприятного действия невесомости, оказания медицинской помощи, контроля чистоты атмосферы и уборки станции)                                                                             | 119 кг  |
| СИЗ — средства индивидуальной защиты (поглотительный патрон ЛП-10М, блок кислородный БК-3М, ёмкость 5ПТ с водой, укладка ЗИП-2М, укладка сменных элементов) | 63 кг   |
| СОТР — система обеспечения теплового режима (сменные кассеты пылефильтра, вентиляторы, блок сменный, сумка с заглушками) | 27 кг   |
| СУБА - система управления бортовой аппаратурой (кабель, HDD-диск) | 2 кг    |
| СЭП - система электропитания (стабилизатор напряжения тока СНТ-50МП, блок управления преобразователем тока БУПТ-1М, преобразователь тока аккумуляторной батареи ПТАБ-1М, кабель, аккумуляторная батарея (блок 800А) | 110 кг  |
| Фидерное устройство ЕКТС (зажим адаптер, кабель) | 1 кг    |
| СТОР — система технического обслуживания и ремонта (мешки для контейнеров, вкладыш, опора, пояс инструментальный, укладка с видеоэндоскопом, укладка с мультиметром) | 7 кг    |
| КСПЭ - комплекс средств поддержки экипажа (бортдокументация, посылки экипажу, элементы питания тип АА, жесткий диск, комплект для очистки фотооборудования, упаковка с конвертами Роскосмоса, флаг ИТАР-ТАСС, куртка ТЗК-14, упаковка с бейсболками, футболками)                                                                       | 37 кг   |
| КЦН - комплекс целевых нагрузок: (диск с учебным фильмом DVD, чехол спутника "Часки-1" для ВКД, "Expose-R", "Визир", КЭ "Обстановка", КЭ "Сейсмопрогноз", "Пародонт-2", "Аквариум", КЭ "Регенерация-1", КЭ "Асептик", КЭ "Кальций", КЭ "Каскад", КЭ "Биодеградация", КЭ "Мембрана", "Биополимер", КЭ "Тест", КЭ "Кулоновский кристал") | 114 кг  |
| Средства межмодульной вентиляции (переходник) | 1 кг    |
| ФГБ - функциональный грузовой блок (преобразователь тока аккумуляторной батареи ПТАБ-2, укладка с пробирками, блок 800А, укладка №1, укладка №2, укладка №3, укладка №4) | 139 кг  |
| CO1 - Стыковочный отсек (сумка с заглушками, рукоятка, ось, гайки, прибор ВСБ-95) | 2 кг    |
| МИМ-2 - Малый исследовательский модуль №2 (прибор ИПК-1М) | 3 кг    |
| Американские грузы (американские продукты питания, одежда, средства гигиены, предметы предпочтения экипажа) | 125 кг  |
| Американское оборудование (ёмкости с консервантом Е-К, дозатор консерванта и воды ДКиВ, блок датчиков воды/урины, шланг АСУ с фильтром для урины, блок клапанов интерфейса по воде, шланг-тройник РЗИ1-Р3-РУ6, шланги) | 84 кг   |
| Суммарная масса доставляемого оборудования в грузовом отсеке | 1324 кг |
| Суммарная масса всех доставляемых грузов | 2322 кг |